# Biserica „Sfântul Vladimir” din Călmățui
Biserica „Sf. Vladimir” este o biserică amplasată în Călmățui, raionul Hîncești, Republica Moldova. Este un monument arhitectural de importanță națională inclus în Registrul monumentelor Republicii Moldova ocrotite de stat cu nr. 566 (raionul Hîncești). Datează din sec. XIX.